# Chirothrips aculeatus
Chirothrips aculeatus är en insektsart som beskrevs av Bagnall 1927. Chirothrips aculeatus ingår i släktet Chirothrips och familjen smaltripsar. Inga underarter finns listade i Catalogue of Life.